# Tapalqué (Argentine)
Pour les articles homonymes, voir Tapalqué.
Tapalqué est une localité argentine située dans le partido homonyme, dans la province de Buenos Aires. Ses principales activités économiques sont l'agriculture et l'élevage.

## Toponymie
Le nom Tapalqué (en réalité il s'agirait de Tapalquén, ainsi que du Tapalquén qui traverse la zone), signifie en langue mapudungún « eau avec des quenouilles » ou totoral, en référence aux quenouilles qui abondent sur les rives du ruisseau en question.

## Histoire
Tapalqué était autrefois une extension de terres avec de grands marais situés dans la zone de El Perdido, aujourd'hui Olavarría. Le 25 décembre 1839, le gouverneur Juan Manuel de Rosas, par le biais du décret no 1430 réorganise le gouvernement civil des territoires au sud du río Salado en 14 partidos. Parmi eux fut créé le quartier de Tapalqué, siège de garnisons et de forts militaires. Le 2 mars 1855, le gouverneur Pastor Obligado ordonne par décret, à la demande des voisins, le transfert du petit centre de population vers les pointes du ruisseau Tapalqué. En 1863, une tentative a été faite pour créer une nouvelle colonie à quelques kilomètres de la colonie initiale, sur la même rive du ruisseau. Le 7 novembre 1863, le gouverneur Mariano Saavedra décrète sa fondation sur des champs de propriété publique appelés Juarra.
Charles Darwin, dans son Voyage du Beagle à bord du navire HMS Beagle commandé par Robert FitzRoy, raconte son passage par la zone de Tapalqué (qu'il appelle « Tapalguen ») en septembre 1833, lors d'un voyage terrestre de Bahía Blanca à Buenos Aires. Darwin décrit la chaîne de montagnes, le cours d'eau et la plaine, ainsi qu'un grand établissement indigène, en mentionnant les coutumes locales.
Le nom de Tapalqué est mentionné dans la nouvelle El Cautivo de Jorge Luis Borges incluse dans le livre El Hacedor sorti en 1960. La première phrase est : En Junín o en Tapalqué refieren la historia. Le ruisseau Tapalqué traverse la station balnéaire municipale, qui dispose de terrains de volley-ball, de basket-ball, de football et de pétanque, de tables, de bancs, de grils, d'une zone de barbecue et d'un restaurant. Le camping municipal et le camp de vacances Eva Perón se trouvent dans les mêmes locaux. Dans la zone historique et culturelle, il y a un musée et un centre culturel. Parmi ses principales attractions historiques figure la Pulpería San Gervacio, fondée en 1850, située à 25 kilomètres du centre urbain.

## Démographie
La localité comptait 6 703 habitants (Indec, 2010), ce qui représente une augmentation de 12,7 % par rapport au précédent recensement qui comptait 6 605 habitants en 2001.

## Religion
| Diocèse  | Azul                 |
| -------- | -------------------- |
| Paroisse | San Gabriel Arcángel |